# Amphithalamus triangulus
Amphithalamus triangulus is een slakkensoort uit de familie van de Barleeiidae. De wetenschappelijke naam van de soort is voor het eerst geldig gepubliceerd in 1915 door May.